# Blatets (Vinitsa)
Pour les articles homonymes, voir Blatets.
Blatets ou Blatec (en macédonien Блатец) est un village de l'est de la Macédoine du Nord, situé dans la municipalité de Vinitsa. Le village comptait 1594 habitants en 2002. Avant 2003, le village possédait sa propre municipalité, rattachée depuis à Vinitsa.

## Démographie
Lors du recensement de 2002, le village comptait :
- Macédoniens : 1 594